# José Luis Fernández-Quejo del Pozo
José Luis Fernández-Quejo del Pozo (San Lorenzo de El Escorial, 3 de desembre de 1961) és un polític espanyol del Partit Popular (PP).

## Biografia
Va néixer el 3 de desembre de 1961 a San Lorenzo de El Escorial (província de Madrid).
Es va convertir en alcalde de la seva localitat natal el 1995.
Va ser inclòs en el lloc 73 de la llista del Partit Popular per a les eleccions a l'Assemblea de Madrid de 2007. No va resultar elegit diputat, però es va convertir en membre del parlament regional per primer cop substituint a Borja Sarasola el 4 d'octubre de 2007.
Fernández-Quejo, que va repetir lloc en la llista popular per a les eleccions autonòmiques de 2011, no va resultar tampoc elegit diputat. No obstant això, després de la renúncia de Regino García-Badell, va substituir a aquest com a diputat de la novena legislatura, jurant el càrrec el 29 de juny de 2011.
Candidat de nou en la llista del PP (aquest cop en el lloc 56) per a les eleccions regionals de 2015, tampoc va resultar elegit diputat; va entrar a la cambra el 22 d'octubre de 2015 substituint a José Cabrera Orellana.
Vocal del comitè executiu del Partit Popular de la Comunitat de Madrid, va ser nomenat vocal del Consell d'Administració de Patrimoni Nacional mitjançant un reial decret de 27 de gener de 2012; cessar en aquesta última responsabilitat al febrer de 2017.
El juny de 2015, després de vint anys en el càrrec, va perdre l'alcaldia de San Lorenzo de El Escorial, que va recaure en Blanca Juárez, candidata de Veïns per San Lorenzo de El Escorial.